# Giovan Battista Pignatelli
Giovan Battista Pignatelli,signore di Marsico e Moliterno, nato nel 1697 e morto nel 1729, conseguenze di sifilide (è in cappella S. Restituta) Pignatelli, noto anche come Giambattista (Napoli, 1540 – Napoli, 1600), è stato un cavaliere e insegnante di equitazione italiano, tra i primi a gettare le basi per il successivo sviluppo del dressage. È considerato (con Federico Grisone e Cesare Fiaschi) uno dei tre insegnanti più influenti della scuola di equitazione di Napoli, per il conseguente impatto in tutta Europa del lavoro dei suoi studenti.

## Biografia
Maestro della "scuola napoletana" di equitazione, Pignatelli ebbe la proiezione più duratura nello sviluppo della guida moderna. La scuola napoletana fu caratterizzata dal lavoro di addestramento del cavallo, come testimoniano le opere di Federico Grisone, che scrisse Gli ordini di cavalcare (1571); e Cesare Fiaschi, che scrisse Trattato dell'imbrigliare e ferrare i cavalli (Trattato del flangiato, sellato e brasato del cavallo) in cui equipara l'equitazione con la musica, pubblicando anche melodie per accompagnare l'allenamento. Pignatelli innovò nell'insegnamento; fu fra i primi ad insegnare lo uso del pilare.
Questi insegnanti della scuola napoletana furono molto influenti per tre motivi: primo, la nobiltà europea in quel momento mandò i propri figli a educarsi nelle scuole italiane, quindi questi insegnanti formarono un corpo studentesco di famiglie aristocratiche in tutta Europa. In secondo luogo, questi tre insegnanti hanno pubblicato materiale scritto sul loro lavoro e il trattato di Grisone è stato tradotto in particolare in molte lingue diverse, portando il loro lavoro sulle idee della scuola napoletana ad essere iniziale e influente. E terzo, i suoi studenti migliori trasmisero i suoi insegnamenti alle generazioni successive.
Antoine de Pluvinel, che rimase con Pignatelli per sei anni, fu poi incaricato dalla Casa Reale di Francia di fondare una scuola di equitazione a Parigi. Pertanto, Pignatelli fu un fattore cruciale all'inizio dell'età dell'oro dell'equitazione in Francia, un'era di quasi duecento anni in cui ebbe il supporto incondizionato dello Stato come una delle belle arti, che durò fino al fine del periodo aristocratico propiziato dalla Rivoluzione francese.
Il maestro di equitazione Salomon de La Broue, che studiò per cinque anni con Pignatelli, redasse i Preceptes Principaux nel 1593, il primo testo di equitazione scritto in francese. Fondò assieme Pluvinel il Manège Royal, la haute école francese di dressage, che enfatizzava l'armonia con la montatura e la ricerca delle sue capacità naturali, cercandone la cooperazione piuttosto che imporre esercizi e andatura al cavallo.
Sul nipote, Giambattista (1697-1729) si veda ora il saggio di Antonio Lotierzo:" Giambattista Pignatelli e l'ideologia del principe santo", che sta nel saggio " Falsificazioni" (et cetera, 2025)(7)